# John Scott (9. książę Buccleuch)

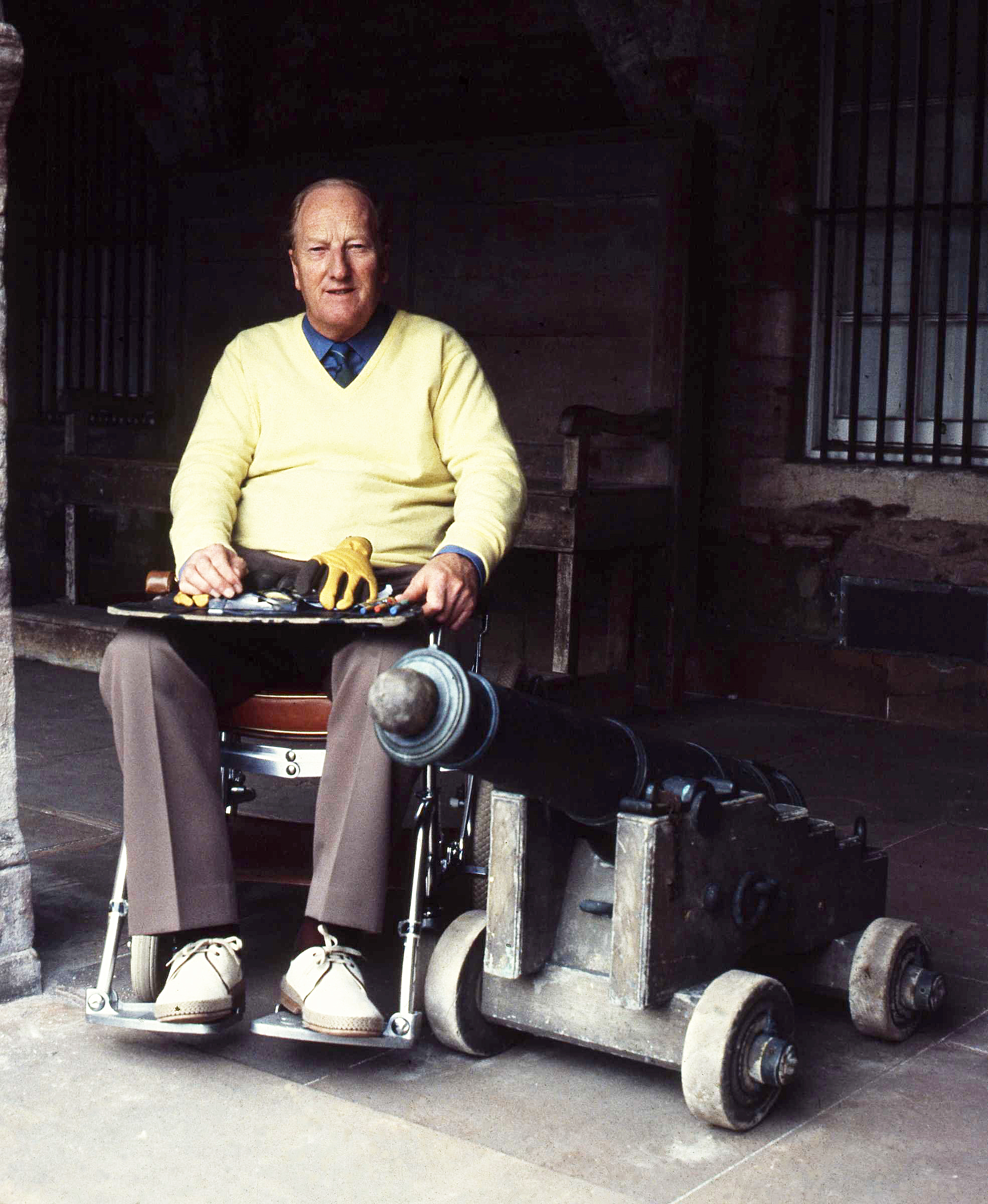
John Scott, 9. książę Buccleuch

Walter Francis John Montagu-Douglas-Scott KT (ur. 28 września 1923 w Westminsterze, zm. 4 września 2007 w Bowhill House w Selkirkshire) – jedyny syn Waltera Montagu-Douglasa-Scotta, 8. księcia Buccleuch, i Vredy Lascelles, córki majora Williama Franka Lascellesa.
Od urodzenia nosił tytuł lorda Eskdaill, od 1935 r. hrabiego Dalkeith, zaś od 1973 r. 9. księcia Buccleuch i 11. hrabiego Queensberry. Pełnił funkcję lorda namiestnika Selkirkshire (1955), Roxburghshire (1962), Dumfriesshire (1974), ponownie Roxburgshire (1974–1975), Selkirk (1975) oraz Roxburg, Ettrick i Lauderdale (1975–1998).
Książę kształcił się w Eton College i w Christ Church na Uniwersytecie w Oksfordzie. W 1942 r. rozpoczął służbę Royal Navy. Rok później przydzielono go do służby na niszczycielach. Po wojnie kontynuował karierę w Ochotniczej Rezerwie Royal Navy i Rezerwie Royal Navy do 1971 r. W 1959 r. został odznaczony Volunteer Reserve Decoration. W 1988 r. przyznano mu tytuł honorowego komandora Rezerwy Royal Navy. Był również kapitanem Królewskiej Kompanii Łuczników. W 1978 r. został kawalerem Orderu Ostu. Od 1992 r. pełnił funkcję Wielkiego Kanclerza tego orderu.
Po ukończeniu studiów rozpoczął pracę w City of London, gdzie był dyrektorem kompanii ubezpieczeniowej. W 1958 r. został członkiem rady hrabstwa Roxburghshire. W 1959 r. bezskutecznie startował w ramienia Szkockiej Partii Unionistycznej w wyborach do Izby Gmin w okręgu Edinburgh East. Do parlamentu dostał się do wyborach uzupełniających w 1960 r. jako reprezentant okręgu Edinburgh North. W latach 1961–1962 był parlamentarnym prywatnym sekretarzem lorda adwokata, Williama Rankine’a Milligana. Przez kilka miesięcy 1962 r. pełnił analogiczną funkcję u ministra ds. Szkocji, Jacka MaClaya, a do 1964 r. u jego następcy na tym stanowisku, Michaela Noble’a.
W 1971 r. Dalkeith przeżył upadek z konia, jednak doznał uszkodzenia kręgosłupa i resztę życia spędził na wózku inwalidzkim. Jednocześnie stał się aktywnym członkiem różnych organizacji ds. osób niepełnosprawnych. Był pierwszym po II wojnie deputowanym do Izby Gmin, który wjechał do sali posiedzeń na wózku inwalidzkim. W Izbie Gmin zasiadał do 1973 r., kiedy po śmierci ojca odziedziczył tytuły parowskie i zasiadł w Izbie Lordów. Zajmował się tam głównie sprawami rolnictwa, osób niepełnosprawnych oraz zagadnieniami ustrojowymi. Nie otrzymał dożywotniego parostwa i po reformie Izby Lordów w 1999 r. utracił miejsce w parlamencie.
Książę jest jednym z największych posiadaczy ziemskich (400 mil kwadratowych) i najbogatszych ludzi w Szkocji. Jego majątek jest szacowany na 55 milionów funtów (ponadto ok. 400 milionów funtów zainwestowanych w Buccleuch Group).
Książę Buccleuch znalazł się na czołówkach gazet w 2003 r., kiedy to z jego rezydencji w Drumlanrig Castle skradziono obraz Leonarda da Vinci Madonna with the Yarnwinder.
10 stycznia 1953 w Edynburgu Walter poślubił Jane McNeill, córkę Johna McNeilla i Amy Yvonne Maynard. Walter i Jane mieli razem trzech synów i córkę:
- Richard John Walter Montagu-Douglas-Scott (ur. 14 lutego 1954), 10. książę Buccleuch
- William Henry John Montagu-Douglas-Scott (ur. 6 sierpnia 1957), ożenił się z Berril Torolsan, nie ma dzieci
- Charlotte Anne Montagu-Douglas-Scott (ur. 9 stycznia 1966), żona hrabiego Bernarda de Castellane i ma dzieci
- Damian Torquil Francis Charles Montagu-Douglas-Scott (ur. 8 października 1970), ożenił się z lady Elisabeth Powis, ma syna Alexandra.